# Ordre moral
Cet article possède un paronyme, voir L'Ordre et la Morale.
L'ordre moral est une coalition des droites qui se forme après les chutes successives de Napoléon III et du gouvernement républicain provisoire. C'est aussi le nom de la politique souhaitée par le gouvernement d'Albert de Broglie formé sous la présidence du maréchal de Mac Mahon à partir du 27 mai 1873.

## Contexte

### Difficultés d'une république naissante

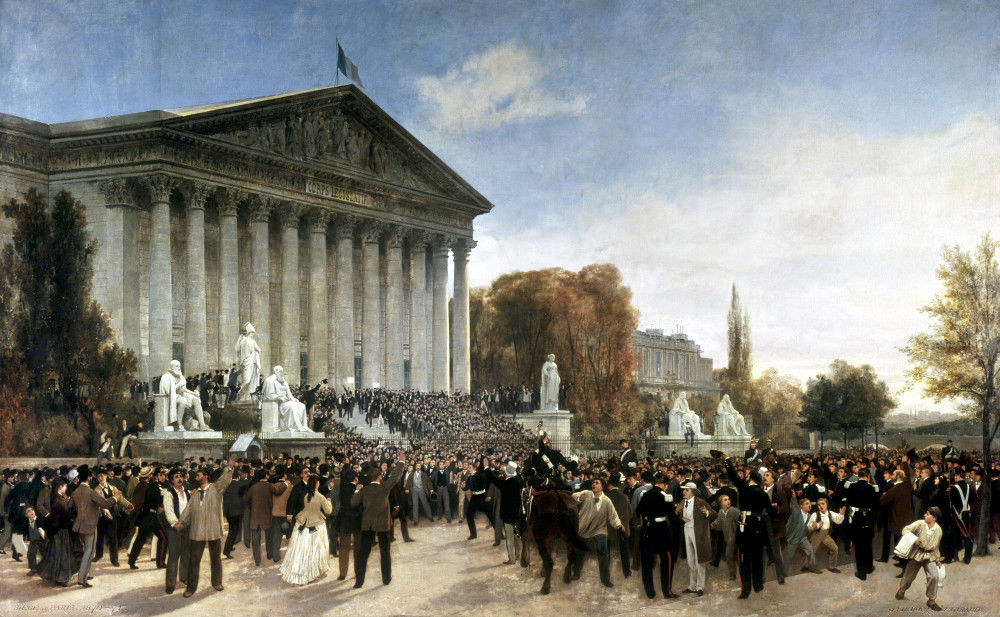
La foule devant le Corps législatif au matin du 4 septembre 1870, peinture de Jacques Guiaud et Jules Didier.

Le 4 septembre 1870, dans les décombres du Second Empire vaincu par la Prusse, la république est proclamée,,. Afin d'endiguer l'insurrection et d'écarter la perspective d'un gouvernement révolutionnaire, les députés républicains s'accordent sur la constitution d'un gouvernement de la Défense nationale,. Une série de désastres militaires et les souffrances du peuple lors du siège de Paris finissent par emporter le cabinet malgré la détermination de Léon Gambetta,,.

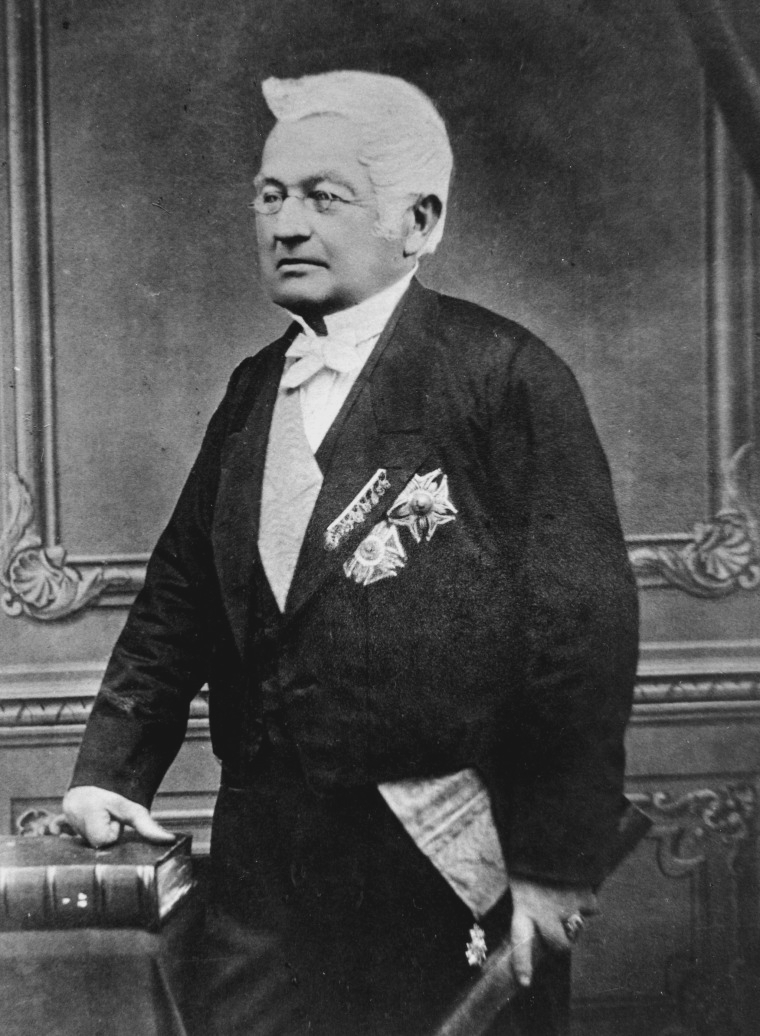
Portrait officiel d'Adolphe Thiers en 1871.

Après la large victoire des monarchistes lors des élections législatives du 8 février 1871, Adolphe Thiers est nommé « chef du pouvoir exécutif de la République française », en attendant la signature de la paix et le rétablissement de l'ordre. Ancien orléaniste, Thiers considère la république comme le seul régime capable de préserver l'ordre établi tant les querelles dynastiques discréditent les différents courants royalistes. À l'inverse, la majorité monarchiste à l'Assemblée nationale n'a d'autre objectif que la restauration, et les rapports entre les parlementaires et le chef de l'État reposent sur le pacte de Bordeaux, une proclamation dans laquelle Thiers réaffirme le statu quo institutionnel et promet de ne prendre aucune initiative sans en avoir consulté les députés : « Monarchistes, républicains, ni les uns ni les autres vous ne serez trompés ».
Sous la conduite du chef de l'État, qui reçoit officiellement le titre de président de la République après le vote de la loi Rivet le 31 août 1871, le régime s'oriente peu à peu vers un républicanisme conservateur. De fait, les monarchistes, dans l'attente d'un prétendant au trône, éludent la rédaction d'une constitution définitive et les institutions provisoires évoluent lentement, cependant que les républicains progressent à chaque élection partielle.

### Rupture entre Thiers et les monarchistes

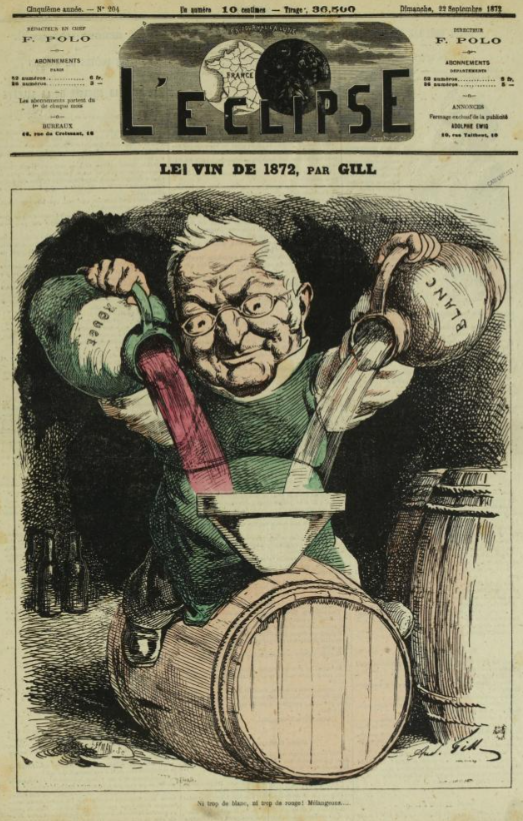
Adolphe Thiers sous les traits d'un œnologue préparant le « vin de 1872 », image du rassemblement tenté par le président de la République.
Caricature d'André Gill dans L'Éclipse, 22 septembre 1872.

La confiance de la majorité parlementaire à l'égard du chef de l'État s'amenuise à mesure que ce dernier s'éloigne de toute perspective de restauration monarchique. Le 13 novembre 1872, son discours à l'Assemblée suscite l'indignation et l'hostilité des royalistes : « La République existe, elle est le gouvernement légal ; vouloir autre chose serait une révolution […]. Elle sera conservatrice ou ne sera pas ».
L'équilibre est rompu le 27 avril 1873 : Charles de Rémusat, ministre des Affaires étrangères de Thiers, est battu par le maire radical de Lyon, Désiré Barodet, soutenu par Léon Gambetta, lors d'une élection législative partielle à Paris. Les monarchistes, qui déplorent cette poussée radicale, en rejettent la responsabilité sur le chef de l'État. À l'Assemblée, le duc Albert de Broglie, qui rassemblent les différentes tendances monarchistes sur son nom, l'attaque sèchement : « Périr en ayant ouvert les portes de la citadelle, périr en joignant au malheur d'être victime le ridicule d’être dupe et le regret d'être involontairement complice… ». Empêché de répondre en vertu d'une loi qui l'oblige à inscrire ses interventions à l'avance au calendrier des séances, mis en minorité, Adolphe Thiers démissionne le 24 avril 1873,.

### Élection de Mac Mahon
Albert de Broglie appuie la candidature du maréchal de Mac Mahon : militaire de carrière ayant remporté de nombreux succès, vainqueur de la Commune à la tête de l'armée versaillaise, figure respectée dans le pays comme à l'étranger, il apparaît comme le candidat idéal pour les conservateurs. Élu à la présidence de la République par 300 voix sur 392 suffrages exprimés, il commence par se récuser, avant d'accepter la charge suprême. Son prédécesseur lui-même, Adolphe Thiers, tente d'ailleurs de le décourager : « La présidence est un enfer, n'y entrez pas, le pouvoir est un guêpier dans lequel une nature militaire comme la vôtre perdrait patience en quarante-huit heures ».

## Histoire
L'union des monarchistes formée à l'occasion du renversement d'Adolphe Thiers prend le nom de majorité d'ordre moral, une expression forgée par le maréchal Mac Mahon lui-même dans son discours à l'Assemblée le 25 mai 1873 : « J'obéis à la volonté de l'Assemblée, dépositaire de la souveraineté nationale, en acceptant la charge de président de la République. C'est une lourde responsabilité imposée à mon patriotisme. Mais, avec l'aide de Dieu, le dévouement de notre armée qui sera toujours l'esclave de la loi, l'appui de tous les honnêtes gens, nous continuerons ensemble l'œuvre de la libération du territoire et du rétablissement de l'ordre moral dans notre pays ; nous maintiendrons la paix intérieure et les principes sur lesquels repose la société. Je vous en donne ma parole d'honnête homme et de soldat ».
Cette coalition ne dirige finalement le pays que de manière très brève, du 24 mai 1873 au 16 mai 1874, date du renversement du cabinet Broglie. L'objectif de ce gouvernement était de préparer la société à la Troisième Restauration. L'ordre moral est à la fois une reconquête religieuse de la société et une lutte politique sans concession contre le radicalisme républicain, ennemi de la société. Il s'appuie sur une éducation religieuse renforcée, seule susceptible d'extirper les influences mauvaises héritées de la philosophie des Lumières et du positivisme. C'est dans ces circonstances que le 23 juillet 1873 l'Assemblée nationale adopte une loi déclarant d'utilité publique la construction d'une basilique dédiée au Sacré-Cœur sur la colline de Montmartre. Cette période prend fin avec la victoire des républicains aux élections législatives de 1876.
Une volonté d'ordre moral est fréquemment prêtée à la politique du maréchal Pétain durant le régime de Vichy. Mais Pétain déclarait, dans un discours du 11 octobre 1940 : « L'ordre nouveau ne peut, en aucune manière, impliquer un retour, même déguisé, aux erreurs qui nous ont coûté si cher, on ne saurait davantage y découvrir les traits d'une sorte « d'ordre moral » ou d'une revanche des événements de 1936. ».
L'ordre moral est employé comme terme péjoratif pour fustiger une politique jugée réactionnaire et liberticide.